# Marco Serafini
Marco Serafini (Esch-sur-Alzette, 15 de març de 1956) és un guionista i director de cinema luxemburguès, d'origen italià.
Nascut a Esch-sur-Alzette, a Luxemburg, de família italiana, després d'estudiar a Luxemburg se'n va anar a estudiar a l'Escola de Cinematografia de Múnic i es va establir a Alemanya. El 1993 va viatjar a Itàlia per a la seva primera producció, L'ispettore Sarti, a continuació de la primera temporada va ser director de Rex, i el 2009 va dirigir la pel·lícula per a la televisió Il mistero del llac. Actualment viu entre Bracciano (Laci) i Múnic.

## Filmografia
- 1979: Neonschatten (TV)
- 1980: Affekt (TV)
- 1982–1988: Schwarz Rot Gold (TV-Serie)
- 1985: Schwarzer Lohn und weiße Weste (TV)
- 1988: Neapel sehen und erben (TV)
- 1991: Jolly Joker (TV-Serie)
- 1993–1994: Familie Heinz Becker (TV-Serie)
- 1997: Küstenwache (TV-Serie)
- 1998: Polizeiruf 110: Discokiller (TV)
- 2000: Das Herz des Priesters (TV)
- 2000: Polizeiruf 110: Böse Wetter (TV)
- 2001: Polizeiruf 110: Kurschatten (TV)
- 2002: Schneemann sucht Schneefrau (TV)
- 2003: Ein Banker zum Verlieben (TV)
- 2003: Polizeiruf 110: Doktorspiele (TV)
- 2004: Barbara Wood – Lockruf der Vergangenheit (TV-Reihe)
- 2005: Utta Danella – Eine Liebe in Venedig (TV-Reihe)
- 2005: Das Traumhotel – Überraschung in Mexiko (TV-Reihe)
- 2005: Polizeiruf 110: Die Tote aus der Saale (TV)
- 2005: Sterne über Madeira (TV)
- 2007: Polizeiruf 110: Verstoßen (TV)
- 2007–2012: Kommissar Rex (Staffeln 11-15) (TV)
- 2008: Ein Ferienhaus auf Ibiza (TV)
- 2012: Das Geheimnis der Villa Sabrini (TV)
- 2012: Utta Danella – Prager Geheimnis (TV)
- 2014: Die Hochzeit meiner Schwester (TV)